# Bill Kidd

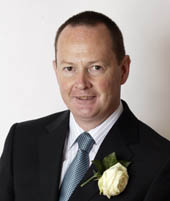
Bill Kidd

William „Bill“ Kidd (* 24. Juli 1956) ist ein schottischer Politiker und Mitglied der Scottish National Party (SNP).

## Politischer Werdegang
Kidd trat erstmals bei den Unterhauswahlen 1987 als Kandidat für den Wahlkreis Glasgow Hillhead für die SNP an, errang jedoch kein Mandat. Er trat anschließend aus der SNP aus und gründete die Scottish Socialist Party, die in keinem Zusammenhang mit der heutigen Partei gleichen Namens steht. Als 1989 als Folge des Ablebens des Abgesandten Robert McTaggart eine Neuwahl in Glasgow erforderlich war, trat Kidd als Kandidat der SSP an, konnte jedoch nur 137 der 26.535 gültigen Stimmen (0,5 %) auf sich vereinen. Noch im selben Jahr schloss er sich wieder der SNP an und kandidierte bei den Unterhauswahlen 2001 für den Wahlkreis Cunninghame South, den er jedoch nicht für seine Partei gewinnen konnte.
Bei den Schottischen Parlamentswahlen 2003 und 2007 trat er als Kandidat der SNP für den Wahlkreis Glasgow Anniesland an und konnte mit 3888 (17,6 %) beziehungsweise 6177 (27,9 %) die jeweils zweitgrößte Stimmenanzahl auf sich vereinen, unterlag jedoch jeweils dem Kandidaten der Labour Party, Bill Butler. 2007 gelang Kidd jedoch als Listenkandidat der SNP für die Wahlregion Glasgow der Einzug ins Schottische Parlament. Bei den Schottischen Parlamentswahlen 2011 gewann Kidd schließlich das Direktmandat für Glasgow Anniesland mit einem Vorsprung von nur sieben Stimmen vor Bill Butler. Hierbei handelte es sich um den knappsten Gewinn eines Wahlkreises bei dieser Wahl. Da es sich bei Glasgow Anniesland um den ehemaligen Wahlkreis des verstorbenen Labour-Politikers Donald Dewar, dem Ersten Minister Schottlands und eine Hochburg der Labour Party handelte, wurde diesem Sieg einige Bedeutung zugemessen. Bei den folgenden Parlamentswahlen 2016 verteidigte Kidd sein Direktmandat.
Seit Mai 2007 war Kidd neben seiner Tätigkeit im Parlament auch Mitglied des Stadtrates von Glasgow, trat jedoch 2009 von diesem Amt zurück, um sich auf seine Tätigkeit als Parlamentarier zu konzentrieren.